# San Miguel de Aguayo
San Miguel de Aguayo é um município da Espanha na comarca de Campoo-Los Valles, província e comunidade autónoma da Cantábria. Tem 36 km² de área e em 2021 tinha 148 habitantes (densidade: 4,1 hab./km²).

## Demografia
| Variação demográfica do município entre 1991 e 2004 [carece de fontes?] | Variação demográfica do município entre 1991 e 2004 [carece de fontes?] | Variação demográfica do município entre 1991 e 2004 [carece de fontes?] | Variação demográfica do município entre 1991 e 2004 [carece de fontes?] |
| ----------------------------------------------------------------------- | ----------------------------------------------------------------------- | ----------------------------------------------------------------------- | ----------------------------------------------------------------------- |
| 1991                                                                    | 1996                                                                    | 2001                                                                    | 2004                                                                    |
| 170                                                                     | 159                                                                     | 153                                                                     | 151                                                                     |